# Fylgja
Fylgja „průvodkyně, následnice“ (plurál fylgjur), též fylgjukona „doprovázející žena“ je v severském náboženství ženská bytost provázející člověka, jež může být chápána jako jeho strážné božstvo či dvojník, jež tvoří jednu ze složek jedince vedle hamru „podoby, vzevření“, hugru „úmyslu“ a hamingje „štěstěny“. Tato bytost může opouštět svého nositele když spí a navštěvovat jeho přátele či nepřátele, přičemž na sebe často bere zvířecí podobu. Velmi mocný člověk může mít i více fylgjur. Historik Claude Lecouteux přirovnává fylgju k řeckému daimónovi, římskému géniovi a křesťanskému andělu strážnému (seversky fylgjuengill)
Fylgja podobně jako hamingja přechází z jednoho příslušníka rodu na druhého a může tak reprezentovat jednotu rodiny obrozující se v průběhu generací. Byla tak známa také œttarfylgja „průvodkyně rodu“ nebo kynfylgja reprezentující dědičný charakter či nadání členů rodiny.Zatímco hamingja představuje štěstěnu rodu tak fylgja se vztahuje spíše k jeho moci a síle. Dalším rozdílem je že zjevení hamingji zpravidla zvěstuje smrt nositele tak zjevení fylgji zvěstuje jeho brzký příchod.
Fylgja má též věštecké kvality a byla ztotožňována s myšlenkami jedince, čímž splývá s hugrem. Zvířecí podoba fylgji závisí často právě na úmyslech jejího nositele – v případě že jsou nepřátelské vůči tomu komu se zjeví má typicky podobu vlka. Zjevení fylgji před příchodem jedince na určité místo lze chápat tak že hugr, které však muselo ulehnout ke spánku, se v podobě fylgji dostává na určené místo kam tělo pohání.
Jako Fyelgie se zmiňuje také na Kravařsku neboli Novojičínsku (Kuhländchen).